# 田坂好生
田坂 好生（たさか よしお、1957年 - ）は、建築家、デザイナー。一級建築士。クリスチャン。
静岡市出身。

## 略歴
- 1957年 静岡県清水市（現在の静岡市）に生まれる。
- 1981年 明治大学工学部建築学科卒業。株式会社野村設計入社（教育施設を中心に設計）。
- 1984年 教会建築視察のため渡欧。
- 1985年 帰国。ネヘミヤ建築研究所入所（教育施設を中心に設計）。
- 1995年 田坂好生建築設計事務所設立。
- 2004年 マラナタ・デザイン設立。

## 所属団体
- 社団法人 神奈川県建築士会
- 社団法人 日本建築学会
- 宗教法人 カトリック横浜司教区（鍛冶ヶ谷教会信徒）

## 作品
野村設計時代（1981〜1984）
- 目白学園60周年記念館、講堂、図書館、体育館（設計）
- 目白学園中学校・高等学校図書館、コンコース、守衛室、外溝（設計）